# Infosoc-direktivet
Infosoc-direktivet, efter Information Society som finns i den engelska titeln, formellt Europaparlamentets och rådets direktiv 2001/29/EG av den 22 maj 2001 om harmonisering av vissa aspekter av upphovsrätt och närstående rättigheter i informationssamhället, är ett EU-direktiv inom upphovsrättsområdet. I direktivet finns bland annat den så kallade undantagskatalogen, som reglerar vilka undantag och inskränkningar i upphovsrätten som kan införas på nationell nivå i EU. I direktivet återges även trestegsregeln första gången i EU-rätten. Direktivet utökades med EU:s nya upphovsrättsdirektiv från 2019.  

## Innehåll
Infosoc-direktivet bidrog till att harmonisera upphovsrätten och de närstående rättigheterna inom EU. Rätten till mångfaldigande harmoniserades genom direktivet i artikel 2, liksom överföring till allmänheten i artikel 3. Artikel 5 innehåller en uttömmande lista över de undantag och inskränkningar i upphovsrätten som får införas på nationell nivå, såvida de inte föreskrivs i andra EU-rättsakter. Alla undantag och inskränkningar är dock frivilliga, utom framställningen av tillfälliga exemplar. För samtliga undantag och inskränkningar gäller trestegsregeln, som återges i artikel 5.5.
Flera av inskränkningsbestämmelserna i Infosocdirektivet innehåller krav på namn- och källangivelse, bland annat inskränkningen för kommunikation inom undervisning eller vetenskaplig forskning (art. 5.3 a), nyhetsundantaget och citaträtten.